# Вицекраљевство Перу
Вицекраљевство Перу (шп. Virreinato del Perúis) је била шпански колонијални административни дистрикт, основан 1542. године, који је изворно садржао већину јужноамеричке Шпанске империје, вођено из главног града Лиме. Вицекраљевство Перу је било једно од два Шпанска Вицекраљевства у Америкама од 16. до 18. века.
Међутим, Шпанија није могла да оспори Португалску експанзију у Бразилу преко меридијана. Споразум из Тордесиљаса је постао безначајан између 1580. и 1640. године док је Шпанија контролисала Португалију. Стварање вицекраљевства Нова Гранада и Рио де ла Плата (науштрб територије Перуа) је смањило утицај Лиме и пребацило уносно Андско трговање у Буенос Ајрес, док се пад рударске и текстилне производње убрзавао до прогресивног опадања Вицекраљевства Перуа. На крају, вицекраљевство се распушта, као и већина Шпанске империје, када се суочава са националним покретима независности на почетку 19. века. Ови покрети воде до формирања данашњих држава Перу, Чиле, Колумбија, Панама, Еквадор, Боливија, Парагвај, Уругвај, Аргентина, Гвајана и Тринидад и Тобаго на територији која је у једном тренутку чинила Вицекраљевство Перу.

## Историја

### Истраживање и насељавање (1542—1643)
Након Шпанског освајања Перуа (1532-37), први Аудијенција је установљена од стране Лопе Гарсија де Кастра (1516 — 8. јануар, 1576), Шпанског колонијалног администратора који је служио као члан Већа Индија и Аудијенција Панаме и Лиме. Од 2. септембра 1564. до 26. септембра 1569. године он је био привремени вицекраља Перуа. 1542. године, Шпанија ствара Вицекраљевство Нове Кастиље које се убрзо преименује у Вицекраљевство Перуа. 1544. године, свети римски цар Карлос I од Шпаније именује Бласка Нуњеза Велу као првог вицекраља Перуа, али вицекраљевство није организовано све до доласка Франсиска Алвареза де Толеда. Толедо чини опсежну инспекцију колоније.
Франсиско де Толедо, "један од великих администратора свих времена", успоставља инквизицију и доноси законе који важе и за Шпанце и за Индијанце, окончавши моћ еконменде и смањивши стари систем мита, односно принудни рад староседелаца. Побољшао је сигурност у вицекраљевству са утврђењима, мостовима и флотом против пирата. Франсиско де Толедо је такође окончао староседелачку државу Нео-Инка у Вилкабамби, убивши Тупак Амаруа, и промовишући економски развој из комерцијалног монопола и извлачења минерала, углавном, рудника сребра у Потосију.
Амазонски слив и поједини спојени региони су сматрани Шпанском територијом од споразума из Тордесиљаса и истраживања која је радио Франсиско де Орељана, али споразум је постао безначајан између 1580. и 1640. године док је Шпанија контролисала Португал. Међутим, Луис Херонимо де Кабрера, Четврти Гроф Чинчона је послао трећу експедицију да истражи реку Амазон под Кристобал де Акуном.
Многа острва на Пацифику су посетили шпански бродови у 16. веку, али се нису трудили да их колонизују или да тргују са њима. Ово укључује Нову Гвинеју (од стране Ињиго Ортиз де Ретеза 1545. године), и Соломонова острва (1568. године) и острва Маркиз (1595. године) од стране Алвара де Мендање не Неире.
Прве Језуитске редукције да се промени вера староседелаца у Хришћанску је основана 1609. године, али нека подручја беху окупирана Бразилцима пошто су Бандеирантеи проширивали своју активност кроз велики део слива и спојеног са Мато Гросом у 17. и 16. веку. Ове групе су имале предност удаљеног географског положаја и приступа реци од уста Амазона (што беше територија Португалије). У међувремену Шпанци су били блокирани сопственим законима који је забрањивао претварање староседелаца у робове, остављајући их без комерцијалног интереса дубоко унутар слива.
Један чувен напад на Шпанце 1628. године је резултовао поробљавањем 60.000 староседелаца. Заправо, како је време пролазило они су кориштени као самофинансирајућа окупациона снага власти Португалије за оно што је био сукоб ниског интензитета територијалног освајања.
Године 1617, Франсиско де Борја и Арагон је поделио владу Рио де ла Плате на два дела, Буенос Ајрес и Парагвај, обе под протекторатом вицекраљевства. Дијего Фернандез де Кордоба, Маркиз од Гвадалаказара је реформисао фискални систем и зауставио ривалство унутар породице која је крвавила краљевством.
Други вицекраљеви, као што су Фернандо Торес, Броја и Арагон, Фернандез де Кабрера или Фернандез Кордоба су такође проширили морнарицу и утврдили пристаништа за борбу против гусара, као оних што их је водио Енглез Томас Кавендиш. Фернандез де Кабрера је угушио побуну Уру и Мапуче Индијанаца.

### Последњи шпански Хабзбурзи (1643—1713)
Вицекраљеви су морали штитити обалу Пацифика од Француских шверцера и Енглеских и Холандских гусара. Проширили су своје поморске снаге, утврдили луке Валдвидије, Валпараиса, Арике и Каљаоа и саградили су градске зидине у Лими (1686) и Трухиљу (1685—87). Без обзира на то, познати енглески корсар Хенри Морган је преузео Чагрес и заробио и опљачкао град Панаму почетком 1670. године. Поред тога, снаге Перуа су одбиле нападе Едварда Дејвида (1684 и 1686), Чарлса Вејџера и Томаса Колба (1708) и Волдеса (1709—11). Споразум у Утрехту дозвољава Британцима да пошаљу бродове и робу у Портобело.
Током овог периода, побуне су биле честе. Око 1656. године, Педро Бохоркез је себе крунисао Инком (царем) Калчаки Индијанаца, подстакавши становништво староседелаца на побуну. Од 1665. до 1668. године, богати власници рудника Хосе и Гашпар Салседо се побунише против колонијалне владе. Свештенство се противило номинацији бискупа и других црквених великодостојника из Шпаније. Вицекраљ Дијего Ладрон де Гевара је морао предузети мере против устанка робова на имању Хуачипа де Лима. Било је ужасних земљотреса (1655, 1687) као и епидемија.
Током администрације Балтазар де ла Куева Енрикеза, закони Индије су били састављени. Дијего де Бенавидес, осми гроф Сантистебана издаје грану владе која се бави војним складиштима и материјалима (шп. Ordenanza de Obrajes) 1664. године и Педро Алварез де Толедо уводи запечаћен папир (шп. papiel sellado). 1683. године Мелчор де Навара поново упоставља Лима минт (Завод за изаду новчаница), који је угашен од 1572. године. Вицекраљ Дијего Ладрон де Гевара повећава производњу сребра у Потоси рудницима и стимулиште производњу у другим рудницима у Сан Николасу, Кахатамбу и Хуанкавелики. Он ограничава производњу агуардиентеа из шећерних трски до овлаштених фабрика, којима је давао велике порезе.
Цркве Лос Десампарадос (1672), Ла Буена Муерте и манастир Минимос де Сан Франциско де Паула су завршени и отворени. Саграђене су болница "Свети ДУх" (шп. Espiritu Santo) и болница Сан Бартоломеј.

### Бурбонске реформе (1713—1806)
Године 1717. Вицекраљевство Нова Гранада је основано од северних територија, Аудијанције Боготе, Китоа и Панаме. Вицекраљевство првобитно траје само до 1724. године али је поновно трајно успостављено 1740. године. Са оснивањем Вицекраљевства Рио де ла Плата од јужних подручја онога што је сада Аргентина, Боливија, Парагвај и Уругвај 1776. године, аудијенције Чаркас и Буенос Ајрес су изгубљене. 256 година стар споразум из Тордесиљаса је замењен споразумом у Мадриду који даје Португалији контролу над земљама које је окупирао у јужној Америци текућих векова. Ова Португалијска окупација води до Гуарани рат 1756. године.
Неколико вицекраљева је имало научни, политички и економски утицај на вицекраљевство. Мануел де Амат је организовао експедицију на Тахите. Вицекраљ Теодоро де Кроа је такође децентрализовао владу кроз оснивање осам интенданата у подручју Краљевске аудијенције Лиме, и два у Капетанији генерала Чилеа. Франсиско Гил де Табоада уграђује регион Пуно у Вицекраљевство Перу. Хосе де Армендариз стимулише производњу сребра и предузима кораке против преваре, корупције и кријумчарења. Мануел де Амат упоставља прву регулацију трговине и организације царинских правила што доводи до градње царинске куће у Каљаоу.
Земљотрес демолира Лиму и Каљао 1746. године. Вицекраљ Амат оснива разне јавне радове у Лими, укључујући први ринг за борбу бикова. Манулел де Гириор такође унапређује и медицинску негу у десет болница у Лими и успоставља дом за незбринуту децу.
Рат између Британије и Шпаније поново избија (Рат за Џенкинсово уво, 1739-48). Амат гради тврђаву Реал Фелипе у Каљаоу 1744. године.
Без обзира, кроз овај период, староседеоци нису скроз потлачени. Само у 18. веку, било је 14 великих побуна.

### Крај Вицекраљевства (1806—1824)
Вицекраљ Хосе Фернандо де Абаскал је промовисао образовне реформе, реорганизовао војску, и угушио локалне побуде. Током његове администрације, инквизиција Лиме је привремено укинута као резултат реформи које је спровео Кортес у Шпанији.
Када су ратови за независност избили 1810. године, Перу је био центар Ројалистичке реакције. Абаскал је поново увео провинције Кордоба, Потоси, Ла Паз, Чаркас, Чиле и Кито у Вицекраљевство Перу. Краљевска војска је током 14 година поразила патриотске војске Аргентинаца и Чилеанаца, претварајући Перу у последњи краљевски бастион Јужне Америке.
Године 1812. велики пожар у Гвајакилу уништава пола града.
Лорд Кокрен, у команди новоформиране Чилеанске ратне морнарице, неуспешно напада Гвајакил и Ел Каљао, али 4. фебруара покорава Валдивију, који је у то време био називан кључем јужних мора и Гибралтаром Пацифика, због својих великих утврђења. Вицекраљевство успева да одбрани Чилео острвоЧилое (острво) до 1825. године.
Дана 8. септембра 1820. године, ослободилачка експедиција Перуа, организована углавном од Аргентинаца и са одређеним бројем Перуанаца и Чилеанаца, долази до плаже залива Паракас, близо града Писко, Перу. Војска је била командом Хосе де Сан Мартина. Након безуспешних преговара са вицекраљем, Сан Мартин заузима перуански главни град Лиму 21. јула 1821. године. Независност Перуа је проглашена 28. јула 1821. године. Вицекраљ Хосе де ла Серна, још увек у команди значајно велике војне силе, повлачи се у Хауху, а потом у Куско.
Дана 26. јула 1822. године, Сан Мартин и Симон Боливар се састају у Гвајакилу да дефинишу стратегију за ослобађање остатка Перуа. Састанак је био тајна, и није познато шта се тачно десило. Међутим, након тога Сан Мартин се вратио у Аргентину док је Боливар спремао напад на преостале краљевске снаге Перуа и Горњег Перуа (Боливије). У септембру 1823. године Боливар долази у Лиму са Антониом Хосеом де Сукреом да планирају напад.
У фебруару 1824. године краљевске снаге су накратко преузеле контролу над Лимом. Побуна Олањете је почела изненадно и цела краљевска војска Горњег Перуа (Боливије) се побунила, вођена Педро Антонио Олањетом (део краљевске војске) против Ла Серне, вицекраља Перуа (либералца). Ово је поломило краљевску војску и започело грађански рат у Горњем Перуу. Пошто се регруписао са Трухиљом, Боливар у јуну води своје побуњеничке снаге на југ да се супростави Шпанцима под командом Хосе де Кантерака. Овде две војске се налази на равници Хунина 6. августа 1824. године, и Перуанци су победили у бици која се водила без ватреног оружја. Шпанске трупе су накнадно евакуисале Лиму по други пут.
Као резултат декрета конгреса Велике Колумбије, Боливар је предао команду над побуњеничким снагама Сукреу 7. октобра 1824. године.
Контрола краљевске војске је сада смањена на Куско у југо-централној планинској регији. Вицекраљ је отпочео контра напад преко Ајакуче. Тамо се одиграла последња битка за независност Перуа.
Дана 9. децембра 1824. године, битка на Ајакучи или битка ла Кинуе, се одиграла у пампи де ла Кинуе, па километара од Ајакуче, близу града Кинуе. Ова битка између краљевских (Шпанских) и националистичких (републиканских) трупа — запечатиће судбину независности Перуа и Јужне Америке. Националисти који су победили вођени су Антониом Хосе де Сукреом, поручником Боливара. Вицекраљ Серна је рањен и заробљен. Шпанци су имали 2000 мртвих и рањених и изгубили су 3000 затвореника, са остатком војске који се раштркао. Након битке, Серна је потписао капитулацију где је договорено да Шпанци напусте Перу. Серна је убрзо ослобођен и отпловио је за Европу.
Шпанија је чинила узалудне покушаје да поврате старе колоније, као што је опсада Каљаоа (1826), али након смрти краља Фердинанда VII, влада Шпаније се 1836. године одрекла територијалног суверенитета над целом континенталном Америком. 1867. године Шпанија потписује мировни споразум са Перуом и 1879. признаје независност Перуа.

## Политика
Град Лима, којег је основао Пизаро 18. јануара 1535 као "град краљева" (шп. Ciudad de los Reyes), постаје седиште новог вицекраљевства. Као седиште вицекраљевства, које је надгледало целу Шпанску Јужну Америку сем Бразила којим је доминирала Португалија, Лима је расла у моћан град. Током 16., 17. и већину 18 века, сво колонијално богатство Јужне Америке које је добијено рудницима сребра је пролазило кроз Лиму на свом путу ka земљоузу Панаме и одатле ка Севиљи, Шпанији. Остатак вицекраљевства остаје зависан о административним питањима Лиме, шаблон који је и даље присутан у Перуу. До почетка 18. века, Лима је постала истакнути и аристократски главни град, седиште 250 година старог Краљевског и Папског Универзитета Сан Маркос и главног Шпанског упоришта у Америкама.
На нижем нивоу током првог века, шпански енкомендероси (шп. encomendores) су зависили од месних команданата (курака) да добију приступ раду Индијске популације, чак и у најудаљенија насеља, и због тога, многи енкомендероси су нашли заједнички језик, иако и даље хијерархијски, са куракама. До краја 16. века квази-приватна енкомиенда је замењена системом репартимијенто де лабор (познат у Перуу као Куеча термин, мита), који су контролисали месни званичници.
Политички вицекраљевство је било подељено у аудијенције, од којих су примарни били врховни трибунали, али које су имале и административне и законодавне функције. Свака од њих је била одговорна Вицекраљу Перуа што се ти административних питања (али не и правосудних). Аудијенције су интегрисале старије, мање поделе познате као "гувернорати" (у суштини покрајине) које је водио гувернер. Покрајине које су биле под слабом претњом од напада су груписане у капетанији генерала, као што је то било краљевство Чилеа (успостављено 1541. а као Бурбонска главна капетанија 1789. године), и које су биле заједничке војне и политичке команде са одређеним нивоом аутономије. (Вицекраљ је био генерал-капетан покрајина које су остале директно под његовом командом).
На месном нивоу било је стотине дистрикта, како у Индијанском тако и у Шпанском подручју, које је водио или корехидор или кабилди (градско веће), а оба су имала правосудне и административне моћи. Крајем 18. века Бурбонска династија је почела да распушта корехидоре и уводи интенданте чија широка фискална моћ сече ауторитет вицекраља, гувернера и кабилдија.

### Аудијенције
Са датумима оснивања
1. Панама (Прва, 1538-1543), (Друга, 1564-1751)*
2. Санта Фе де Богота (1548)*
3. Кито (1563)*
4. Лима (1543)
5. Ла Плата де лос Чаркас (1559)†
6. Чиле (1563-1573; 1606)

Касније аудијенције
1. Буенос Ајрес (1661-1672; 1776)†
2. Куско (1787)

*Касније постали део Вицекраљевства Нова Гранада
†Касније постали део Вицекраљевства Рио де ла Плата

### Аутономна главна капетанија
1. Чиле (1789)

### Интенданти
Исписано према години оснивања.
1783

1. Лима, 2. Пуно
1784

3. Трухиљо, 4. Тарма, 5. Хуанкавелика, 6. Куско, 7. Арекипа, (10. Чилое, укинут 1789)
1786

8. Сантијаго, 9. Консепсион

## Привреда
Економија вицекраљевства Перу се махом ослањала на огромни извоз сребра. Огромне количине сребра извађене из рудника вицекраљевства Перу и Мексика су имале и дубок утицај на Европу где су неки научници веровали да је изазвано оно што су они назвали "револуција цена". Рад у рудницима сребра су обављали радници по уговору као и неслободни радници по систему мита о неслободном раду, систему који је наслеђен из претколумбовске ере. Производња сребра је достигла врхунац 1610. године.
Када је вицекраљевство Перу успостављено, злато и сребро са Анда је обогатило освајаче, и Перу је постао главни извор Шпанског богатства и моћи у Јужној Америци. Први дукати исковани за Перу (и за целу Јужну Америку) су били између 1568. и 1570. године. Вицекраљ Мануел де Омс, први Маркиз Кастелдосријуса је успео да пошаље назад огромну количину новца (1.600.000 пезоса) краљу да покрије неке трошкове рата за Шпанско наслеђе. Ово је било могуће због открића рудника у Карабоји. Сребро из рудника у Потосију, Боливији је циркулисао целим светом. Сребра Перуа и Новог Света је било толико пуно да је изазвало инфлацију у Шпанији и оборило му цену. Чак и данас, Перу и Боливија производе већину сребра на свету.
Луис Херонимо Фернандез де Кабрера је забранио директну трговину између Перуа и Нове Шпаније (Мексика) и прогнанство Португалских Јевреја, главних трговаца у Лими.

## Демографија
Попис које је провео последњи Чипукамајок указује да је било 12 милиона становника Перуа; 45 година касније, под вицекраљем Толедом, цифре пописа показују на само 1.100.000 Индијанаца. Иако њихово смањивање није био организован покушај геноцида, резултати су углавном били због малих богиња и других Евроазијских болести за које староседеоци нису имали развијен имунитет. Градовима Инка су дата Шпанска Хришћанска имена и обновљени су као шпански градови, сваки постављен на плази са црквом или катедралом која гледа у званичну резиденцију. Неколико градова Инки, као што је Куско, задржали су домаћи камени рад за темеље њихових зидова. Други места Инка, као што је Хуануко Виехо, су напуштена због градова на нижој надморској висини гостољубивијих Шпанцима.
Вицекраљ Хосе де Армендариз поново успоставља систем где племићи Инка који могу доказати своје порекло буду признати као идалго Кастиље. Ово доводи до лудила на страни староседелачког племства то легитимишу свој статус.
1790-их вицекраљ Франсиско Гил де Табоада наређује први званични попис становништва.
Последња тура робова црнаца у Перу је дошао 1806. године. У то време се за 600 пезоса продавао одрастао роб.